# The New Abnormal
The New Abnormal é o sexto álbum de estúdio da banda de rock norte-americana The Strokes, lançado em 10 de abril de 2020 pelas gravadoras RCA e Cult Records. É o primeiro álbum de estúdio lançado pela banda desde Comedown Machine, de 2013, sendo que intervalo o grupo lançou o EP Future Present Past (2016), e foi produzido por Rick Rubin no estúdio Shangri-La em Malibu, Califórnia. A capa do álbum contém a obra de 1981 Bird on Money, do artista americano Jean-Michel Basquiat.

## Antecedentes
O início da gravação do The New Abnormal datam de 2016, após o lançamento de Future Present Past, no mesmo ano. O guitarrista Nick Valensi disse a revista britânica DIY, que eles estavam "lentamente, mas certamente" fazendo progressos no novo álbum.No ano seguinte, Albert Hammond, pai do guitarrista Albert Hammond Jr., disse ao jornal  The West Australian que os Strokes estavam trabalhando com o produtor Rick Rubin em um novo álbum.
A banda eventualmente começou a gravar sessões com Rubin em seu estúdio Shangri-La em Malibu, Califórnia. Gravações adicionais foram no Studio City Sound, Lucy's Meat Market, Groove Masters e Joel and Zach's Studio, todos em Los Angeles, bem como Mauka View em Princeville, Havaí. No dia 13 de maio de 2019, a banda se apresentou ao vivo pela primeira vez em dois anos no Wiltern Theatre em Los Angeles, apresentando uma nova canção intitulada "The Adults Are Talking", primeira nova música da banda desde o lançamento do álbum Future Present Past.

## Recepção

### Crítica
| Críticas profissionais | Críticas profissionais |
| Pontuações agregadas   | Pontuações agregadas   |
| Fonte                  | Avaliação              |
| ---------------------- | ---------------------- |
| Metacritic             | 75/100                 |
| Avaliações da crítica  |                        |
| Fonte                  | Avaliação              |
| Rolling Stone          | [ 7 ]                  |
| AllMusic               | [ 8 ]                  |
| The Guardian           | [ 9 ]                  |
| The Times              | [ 10 ]                 |
| Entertainment Weekly   | A–                     |

A resposta da mídia ao álbum foi positiva. No Metacritic o álbum recebeu uma pontuação média ponderada de 75, com base em 25 críticas, indicando "críticas geralmente favoráveis".Em boa parte das criticas, há o destaque para o amadurecimento liristico das canções, como é dito pela revista Rolling Stones "Casablancas realmente está em sua melhor forma desde 2001, quando ele orgulhosamente mostrava não ter forma alguma: sai o sempre-bêbado desbocado e entra em campo um compositor maduro, amargurado e completamente consciente."
Além de destacarem o retorno da banda como realmente uma banda, dada as tensões e apatia que tomou o grupo durante grande parte da última década, que resultou em um hiato de 7 anos. Will Hodgkinson do jornal britânico The Times, premiou o álbum com cinco de cinco estrelas, rotulando-a como sua "segunda obra-prima", seguindo Is This It (2001). Ele elogiou a produção de Rick Rubin, bem como o som geral do álbum, dizendo que "os Strokes soam como uma banda novamente."A revista estadunidense Entertainment Weekly deu ao álbum uma nota A–, apontando que"vinte anos após a primeira onda de estrelato da banda, Abnormal oferece algo melhor do que uma juventude imprudente: estrelas do rock finalmente com idade suficiente para perder aqueles bons velhos tempos - e sábio o suficiente agora, também, para nos dar a trilha sonora que esses novos tempos estranhos merecem.

## Nominações e prêmios
| Ano  | Cerimonia     | Trabalho         | Banda/Artista(s) | Categoria            | Resultado |
| ---- | ------------- | ---------------- | ---------------- | -------------------- | --------- |
| 2021 | Grammy Awards | The New Abnormal | The Strokes      | Melhor Álbum de Rock | Venceu    |

## Faixas
| N.º | Título                          | Duração |  |
| 1.  | "The Adults are Talking"        | 5:09    |  |
| 2.  | "Selfless"                      | 3:42    |  |
| 3.  | "Brooklyn Bridge to Chorus"     | 3:55    |  |
| 4.  | "Bad Decisions"                 | 4:53    |  |
| 5.  | "Eternal Summer"                | 6:15    |  |
| 6.  | "At the Door"                   | 5:10    |  |
| 7.  | "Why Sundays Are So Depressing" | 4:35    |  |
| 8.  | "Not the Same Anymore"          | 5:37    |  |
| 9.  | "Ode to the Mets"               | 5:51    |  |

## Créditos
| Integrantes - Julian Casablancas – Voz - Albert Hammond, Jr. – Guitarra solo/base - Nick Valensi – Guitarra base/solo - Nikolai Fraiture – Baixo - Fabrizio Moretti – Bateria Arte - Jean-Michel Basquiat – pintura da capa (Bird on Money, 1981) - Tina Ibañez – Diretora de Arte, design - Jason McDonald – Fototopografia | Gravação e Mixagem - Rick Rubin – Produtor - Jason Lader – Engenheiro de som, mixagem (musicas 4–7, 9) - Pete Min – Segundo engenheiro de som - Rob Bisel – Assistente de som - Dylan Neustadter – Assistente de som - Kevin Smith – Assistente de som - Gus Oberg – Pre-produtor demo e engenheiro de som - Chris Tabron – Segundo pre-produtor demo e engenheiro de som - Ben Baptie – Mixagem (musicas 1–3, 8) - Stephen Marcussen – Masterização - Stewart Whitmore – Masterização |